# Mimudea mendicalis
Mimudea mendicalis là một loài bướm đêm trong họ Crambidae.